# Gaudiosi (famiglia)
Gaudiosi, nobile famiglia abruzzese di origini francesi, trapiantatasi in Italia con Ruggero, vicario generale di Enrico VI di Svevia, imperatore del Sacro Romano Impero. Nel 1294 la famiglia si trasferì in Calabria e quindi in Abruzzo, nella città di Penne.

## Esponenti illustri
- Bartolomeo Gaudiosi (XIII secolo), uomo d'armi al servizio del re Carlo I d'Angiò
- Riccardo Gaudiosi (XIII secolo), ottenne dal re Carlo II d'Angiò il titolo di conte di Vetere, Lauro e Palma
- Enrico Gaudiosi (XIII secolo), vescovo di Rossano e patriarca di Gerusalemme[2]
- Matteo Gaudiosi (XVII secolo), governatore del Marchesato della Valle
- Andrea Gaudiosi (XVIII secolo), duca di Canosa per matrimonio con Silveria Celaia[3]
- Domenico Gaudiosi (1807-1853), duca di Canosa
- Giovanni Battista Gaudiosi (1833-1909), duca di Canosa